# Ceratonia oreothauma
Ceratonia oreothauma är en ärtväxtart som beskrevs av Jean Olive Dorothy Hillcoat och Al. Ceratonia oreothauma ingår i släktet johannesbrödssläktet, och familjen ärtväxter.

## Underarter
Arten delas in i följande underarter:
- C. o. frigidus
- C. o. oreothauma
- C. o. somalensis